# Corsia huonensis
Corsia huonensis ist eine blattgrünlose Pflanzenart aus der Familie der Corsiaceae. 

## Merkmale
Wie alle Arten der Gattung hat auch Corsia huonensis die Photosynthese aufgegeben und bildet dementsprechend kein Chlorophyll mehr. Stattdessen lebt sie myko-heterotroph von einem Pilz.
Corsia huonensis ist eine ausdauernde Pflanze, die nur zur Blütezeit oberirdisch wächst. Aus dem Rhizom sprießt dann ein bis zu 25 Zentimeter langer, zylindrischer Stängel. Das Blattwerk ist 8 bis 15 Millimeter lang, spitz und fünfnervig. Die Tragblätter sind den Laubblättern gleich.
Die aufrechten Einzelblüten sind blasspurpurn mit dunkelpurpurnen Streifen, endständig und stehen an Blütenstielen, die 1,2 bis 5 Zentimeter lang und glatt sind. Von den sechs Blütenblättern (je drei Tepalen in zwei Blütenblattkreisen) sind fünf lanzettlich-linealisch, spitz, 12 bis 14 Millimeter lang und 1,5 Millimeter breit, dreinervig und glatt. 
Das oberste sechste, das sogenannte Labellum, ist schmal herzförmig bis eiförmig, zugespitzt, glatt und stark vergrößert (12 bis 15 Millimeter lang und 7,5 bis 9 Millimeter breit), sein Ansatz ist herzförmig. Von der Mittelrippe gehen sieben oder acht Seitenrippen zu jeder Seite ab. Der Kallus ist rechteckig, 4 Millimeter lang und 1,5 Millimeter breit; von ihm gehen 17 behaarte lamellenförmige Nebenkalli ab, die zwei untersten je Seite können dabei fast unsichtbar sein. 
Am Ansatz ist das Labellum direkt mit dem rund 1,5 Millimeter langen Gynostemium verwachsen. Die freien Staubfäden sind 1,2 Millimeter, die gelben Staubbeutel 1,2 Millimeter lang. Der Griffel ist 1 Millimeter, der schwarz getüpfelte Fruchtknoten 12 Millimeter lang. Die strohfarbene Kapselfrucht ist 25 bis 45 Millimeter lang. 

## Verbreitungsgebiet
Corsia huonensis ist zweimal im nordöstlichen Neuguineas auf der Huon-Halbinsel auf 1460 bis 2440 m Höhe aufgesammelt worden.

## Systematik
Corsia huonensis wurde 1972 von Pieter van Royen erstbeschrieben und steht insbesondere der Art Corsia lamellata nahe. Sie wird wie diese in der Sektion Sessilis platziert, da das Labellum direkt mit dem Gynostemium verwachsen ist. 

## Nachweise
- Pieter van Royen: Sertulum Papuanum 17. Corsiaceae of New Guinea and surrounding areas. In: Webbia. 27: 223–255, 1972